# Froncles

Froncles este o comună în departamentul Haute-Marne din nord-estul Franței. În 2009 avea o populație de 1.603 de locuitori.

## Evoluția populației
| An        | 1975  | 1982  | 1990  | 1999  | 2006  | 2009  |
| --------- | ----- | ----- | ----- | ----- | ----- | ----- |
| Populație | 2.212 | 2.183 | 2.026 | 1.760 | 1.645 | 1.603 |